# NGC 5012
NGC 5012 (również PGC 45795 lub UGC 8270) – galaktyka spiralna z poprzeczką (SBc), znajdująca się w gwiazdozbiorze Warkocza Bereniki. Odkrył ją William Herschel 10 kwietnia 1785 roku. Jest to galaktyka z aktywnym jądrem typu LINER.
W galaktyce tej zaobserwowano supernową SN 1997eg.